# غافين منزيس
غافين منزيس (بالإنجليزية: Gavin Menzies)‏ هو كاتب ومؤرخ بريطاني، ولد في 14 أغسطس 1937 في لندن في المملكة المتحدة.